# Panitula Mala
Koordinati:   43°45′18″N, 15°21′08″E
Panitula Mala je nenaseljen otoček v Kornatih. Otoček leži vzhodno od Panitule Velike in okoli 300 m južno od Piškere. Površina otočka je 0,031 km², dolžina obale meri 0,79 km. Najvišji vrh je visok 28 mnm.